# Университетска ботаническа градина (Варна)
Университетската ботаническа градина във Варна е звено на Софийския университет „Климент Охридски“. Обявена е за защитена природна територия от 2004 г.
Има обща площ 360 дка. Разположена е северно от парка на курорта „Константин и Елена“.
Градината е създадена през 1977 г. От 11 май 2002 г. е отворена за посещение и е обявена официално за първия в страната и на Балканите екопарк с обща площ 36 хектара.
Развита е като дендрариум с умело хармонизиране на естествени и изкуствени екосистеми. Колекцията от дървесни и храстови видове наброява около 300 вида, тревисти растения от около 350 вида, от които особен интерес представлява колекцията от ириси от 260 вида.
Към обекта има биологична станция и леглова база със 120 легла. Всяко лято ботаническата градина домакинства на ежегодните републикански първенства по конен спорт за купата на СУ, както и на градинските тържества и кушии по повод Тодоровден.
Според еколози ботаническата градина на Варна е застрашена от изчезване.